# Йодлер пеене
Йодлер пеенето е форма на пеене, която включва многократни и бързи промени във височината между гръдния регистър с ниска височина (или „гръден глас“) и регистъра на главата с висок тон или фалцет. Английската дума yodel произлиза от немската (и първоначално австро-баварска) дума jodeln, което означава „да се произнесе сричката jo“ (произнася се „йо“), откъдето и името на специфичната техника на пеене – йодлер. Тази вокална техника се използва в много култури по света.
Алпийското йодлер пеене (типично за тиролските песни) е дългогодишна селска традиция в Европа и става популярно през 1830-те като развлечение в театрите и концертните зали. В Европа йодлер пеенето все още е основна характеристика на народната музика (Volksmusik) от Швейцария, Австрия и Южна Германия и може да се чуе в много съвременни народни песни, които също се показват в редовни телевизионни предавания.
Йодлер възгласи като „айларипи“ и „ехоо“ произлизат като контактно обаждане.